# 刘士政
刘士政，唐朝末年桂州（治所在今广西桂林市）静江军节度使。
乾宁二年（895年）安州防御使家晟（《新唐书》作宣晟）与朱全忠的亲信蒋玄晖有仇，与指挥使刘士政、兵马监押陈可璠等人率军三千袭击桂州，杀死桂管经略使周元静，家晟自称知军府事。家晟醉酒后侮辱陈可璠，陈可璠杀死家晟，推举刘士政主管军府事，陈可璠做副使。朝廷下诏任命刘士政为经略使。光化三年（900年）桂管升为静江军，经略使刘士政为静江军节度使。刘士政听说湖南马殷平定了岭北，派陈可璠率军驻扎在全义岭防备。马殷派遣使者向刘士政谋和，被陈可璠拒绝。马殷派秦彦晖、李琼等率军七千，攻打刘士政。李琼擒获陈可璠，将投降的二千将士全部杀死。秦城以南二十余座桂州营垒全都望风逃散，于是包围桂州。几天后，刘士政出城投降，桂、宜、岩、柳、象五州全都归降了湖南。马殷表奏李琼为静江节度使。